# جمعية الاستعمار الأمريكية

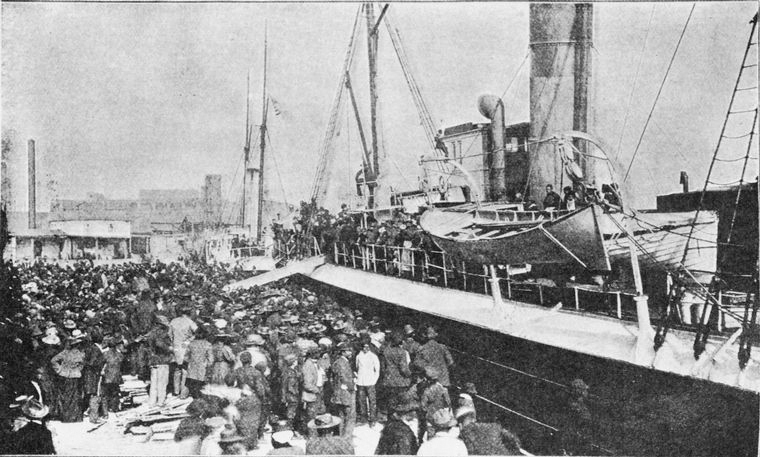

كانت جمعية استعمار الشعوب الحرة ذات اللون، الأمريكية والمعروفة باسم جمعية الاستعمار الأمريكية (بالإنجليزية: American Colonization Society)‏ مجموعة تأسست عام 1816 من قبل روبرت فينلي من نيوجرسي لتشجيع ودعم هجرة الأمريكيين الأفارقة الأحرار إلى قارة أفريقيا. بين عامي 1821 و1822 ساعدت الجمعية في تأسيس مستوطنات على ساحل بيبر في غرب إفريقيا كمكان للسود الأمريكيين الأحرار (وليس الهاربين)، كان هذا بالقرب من سيراليون، المستعمرة البريطانية الموجودة مسبقًا للعبيد السابقين والسود الأحرار.
بدأت جمعية الاستعمار الأمريكية كمؤسسة ربحية بهدف مساعدة العبيد المحررين ومنحهم الفرص التي لم يتمكنوا من الحصول عليها في الولايات المتحدة، وحل مشكلة اجتماعية كبيرة باللطف والإبداع. ومع ذلك، في العشرينات من القرن العشرين بدأ رد الفعل على تشكيل الجمعية بالتشكل من خلال ازدراء عام وتمرد في ثلاثينات القرن التاسع عشر، حيث خلص العديد من مؤيديها السابقين إلى أنهم قد خدعوا وأن هذه الجمعية تساهم في الحفاظ على العبودية بدلًا من التخليص منها.
»اعتبر غالب مجتمع الأمريكيين السود هذه الجمعية إهانة كبيرة». بمجرد سماعهم عنها، حشد 3000 من السود كنيسة في فيلادلفيا، «المدينة الرائدة للسود الأحرار» واستنكروه «بمرارة وإجماع». في حين أن الادعاء بمساعدة الأفارقة الأمريكيين في بعض الحالات لتنشيط الهجرة زاد ظروفهم سوءًا. على سبيل المثال، «تولت الجمعية مهمة إنعاش قوانين السود لولاية أوهايو لعامي 1804 و1807. وأُجبر نحو 1000 إلى 1200 أسود حر على الخروج من سينسيناتي«.
في حين نالت عبارة «عودوا إلى القارة التي أتيتم منها، حيث الجميع سود» على استئناف تجريدي في معظم الحالات، فقد عاش العبيد الأمريكيون لأجيال في الولايات المتحدة، عرفوا القليل جدًا عن أفريقيا، ولم يكونوا مهتمين بها كثيرًا. الغالبية لم يكونوا عرقًا أفريقيًا صافيًا، بل خلاسيين مع أب مالك. كان معظمهم من المسيحيين. عارض القادة الأمريكيون الأفارقة مثل فريدريك دوغلاس، وسوغورنر تروث، ووليام ج. ألين، ووليام ويلز براون، وجيمس فورتن، وديفيد ووكر، حركة الاستيطان بشدة ولم يدعموها. بالنسبة لهم، احترمت الحركة العبودية بدلًا من المطالبة بإلغائها وأكبر الداعمين لها بمن فيهم معظم رؤسائها كانوا من مالكي العبيد الجنوبيين. أرادوا التخلص من السود الأحرار الذين كان العديد منهم في الولايات المتحدة لأجيال لأنهم شكلوا خطرًا على ملكية أصحاب العبيد، بتشجيع ومساعدة العبيد على الهروب (وأيضًا البخس من قيمتهم المادية). لم يحاول أحد قط إعادة العبيد إلى المناطق الأفريقية التي جاؤوا منها، مثل أنغولا (أنغولا، ديلاوير، أنغولا، فلوريدا، أنغولا، إنديانا، أنغولا، كانساس، أنغولا، نيويورك، سجن أنغولا الحكومي)؛ فوجدت ليبريا لأنها كانت أقرب مكان متاح في أفريقيا وبالتالي أرخص مكان يمكن الوصول إليه من الولايات المتحدة.
شكلت الأمراض الاستوائية مشكلة كبيرة للمستوطنين، وعانى المهاجرون الجدد إلى ليبيريا من أعلى معدلات وفيات منذ بدأ حفظ السجلات الدقيق. من بين 4571 مهاجر وصلوا إلى ليبيريا بين عامي 1820 و1843، بقي نحو 1819 مهاجر حيًا في عام 1843. تجاهلت جمعية الاستعمار الأمريكية هذه الحقيقة المخيفة واستمرت بإرسال المزيد من السود الأحرار.
تأسست جمعية الاستعمار الأمريكية من قبل مجموعات معارضة لبعضها في ما يتعلق بمسألة العبودية، بدأت بتحالف مكون من التبشيريين وأعضاء جمعية الأصدقاء الدينية الذين أيدوا إلغاء العبودية، وآمنوا أن السود سيواجهون فرصًا أفضل في الحرية في أفريقيا أكثر من الولايات المتحدة. كانوا مهاجرين وغير مرحب بهم في الشمال، وبعض مالكي العبيد (في فرع ميرلاند وأماكن أخرى) الذين آمنوا أن الترحيل/ العودة إلى الوطن كان وسيلة لإزالة السود الأحرار من مجتمعات العبيد وتجنب ثورة العبيد. وجدت المجموعتان المتعارضتان أرضية مشتركة لدعم ما يسمى الترحيل. بحلول ذلك الوقت كان كل من السود الأحرار والعبيد أمريكيو الأصل بشكل كبير، غالبًا من أجيال من الأسلاف المولودين في الولايات المتحدة والمستوطنات البريطانية السابقة.
من بين أنصار الجمعية تشارلز فنتون ميرسر (من فرجينيا)، وهنري كلاي (كنتاكي)، وجون راندولف (فيرجينيا)، وريتشارد بلاند لي (فرجينيا)، وبوشرود واشنطن (فرجينيا).
كان مالكو الرقيق في منطقة سفوح فيرجينيا العديد من أعضائها البارزين؛ وكان رؤساء الولايات المتحدة من مالكي العبيد كتوماس جيفرسون، وجيمس مونرو، وجيمس ماديسون من بين المؤيدين. عمل جيمس ماديسون كرئيس للجمعية في بدايات عام 1830.
كان هناك الملايين من العبيد السود في الولايات المتحدة، ولكن الاستيطان نقل فقط عدة آلاف من السود الأحرار. على مدى 20 عامًا واصلت المستعمرة بالنمو وتحقيق الاستقرار الاقتصادي. في عام 1847، أعلن المجلس التشريعي في ليبيريا الأمة كولاية مستقلة. سيطرت جمعية الاستعمار الأمريكية عن كثب على تطور ليبيريا حتى إعلانها للاستقلال. بحلول 1867، ساعدت جمعية الاستعمار الأمريكية في هجرة أكثر من 13 ألف أمريكي إلى ليبيريا. بعد عام 1919، انتهت الجمعية بشكل أساسي، ولكن لم تنحل بشكل رسمي حتى عام 1964، حين نقلت أوراقها إلى مكتبة مجلس الشيوخ.
كانت الحركة الإبطالية/ حركة إلغاء العبودية أحدث من حركة الاستعمار، وردًا عليها. تخلى وليام غاريسون، مؤسس جريدة (المحرر) 1831، ومؤسس الجمعية الأمريكية المناهضة للعبودية، علنًا عن تأييده السابق للاستيطان. ما نادى به هو وبيريه غرين وجيريت سميث ولويس تابان وغيرهم من مؤيدي إلغاء العبودية كان «الفورية»: أي التحرر الفوري والكامل بدون مقابل لكل العبيد الأمريكيين. بدءًا من ثلاثينيات القرن التاسع عشر، وكنتيجة مباشرة لصحيفة غاريسون، حظيت الحركة المضادة للعبودية على تأييد بين السود والبيض على حد سواء أكثر من حركة الاستيطان، وكانت ناشطة أكثر بكثير.

## السياق
عقب الحرب الثورية الأمريكية، نمت مؤسسة العبودية والمؤسسات المرتبطة بها. خلال هذه الفترة تسببت تجارة العبيد المحلية بنقل مليون عبد إلى أقصى الجنوب في أوائل القرن التاسع عشر، نتيجةً الطلب على اليد العاملة بمجرد إنشاء مملكة القطن للمزارع الجديدة في المناطق العليا للبلاد بعد اختراع محلج القطن. أصبح الأمريكيون الأفارقة المستعبدين مستقرين وأنجبوا أطفالًا وبلغ عددهم الإجمالي أربعة ملايين عبد بحلول منتصف القرن التاسع عشر.
في الوقت نفسه، بفضل جهود الإعتاق التي أشعلتها المُثل العليا الثورية والواعظون المحتجون وإلغاء العبودية في الولايات الشمالية، كان هناك زيادة في عدد السود الأحرار، والكثير منهم أحرار اللون (ولدوا أحرارًا). حتى في الشمال، حيث كانت تُلغى العبودية، واجهوا قيودًا تشريعية على حقوقهم. في العقدين الأولين بعد الحرب الثورية، على سبيل المثال، ارتفع عدد السود الأحرار في فرجينيا من 1% إلى نحو 10% من السكان السود.
بدءًا من عام 1786 وبعد الثورة الأمريكية مباشرة، أطلقت منظمة بريطانية، وهي لجنة إغاثة الفقراء السود، جهودهًا لتأسيس مقاطعة سيراليون للحرية مستعمرتهم في غرب أفريقيا، من أجل «الفقراء السود» في لندن. عرضت اللجنة الانتقال على المناصرين السود الذين أعيد إسكانهم في نوفا سكوتيا، حيث صادفوا أجواء قاسية وتمييزًا من المستعمرين البيض. نقلت بريطانيا مارونيي جامايكا إلى هذه المستعمرة، بالإضافة إلى الأسرى الذين حررهم أسطولها من سفن العبيد غير القانونية بعد منع تجارة العبيد في المحيط الأطلسي.
قرر بعض مالكي العبيد دعم الهجرة بعد تمرد فاشل للعبيد بقيادة غابرييل بروسر في عام 1800، وزيادة سريعة في عدد الأمريكيين الأفارقة الأحرار في الولايات المتحدة في أول عقدين تاليين للحرب الثورية والتي اعتبروها تهديدًا لهم. على الرغم من أن نسبة البيض إلى السود ككل كانت 4:1 بين 1790 و1800، لكن في بعض المقاطعات الجنوبية كان السود هم الغالبية. خاف أصحاب العبيد أن تؤدي زيادة أعداد الأميركيين الأفارقة الأحرار إلى زعزعة استقرار جماعاتهم من العبيد وتشكيل تهديد سياسي. من عام 1790 إلى عام 1800، ازداد عدد الأميركيين الأفارقة الأحرار من 59.467 (1.5% من إجمالي سكان الولايات المتحدة، 7.5% من السكان السود في الولايات المتحدة) إلى 108.398 (2% من سكان الولايات المتحدة) وذلك بزيادة قدرها 48.931؛ ومن 1800 إلى 1810، زاد العدد من 108.398 إلى 186.446 (2.5% من الولايات المتحدة الشعبية)، بزيادة قدرها 78.048. كانت ملاحظة التغيير هي الأعلى في بعض المدن الكبرى، ولكن بالأخص في الجنوب الأعلى حيث حُرر أكبر عدد من العبيد في العقدين ما بعد الثورة.
كان المجتمع الأبيض القلق أكثر إدراكًا من أي وقت مضى لوجود السود الأحرار بينهم. يمكن تقسيم الحجج المقدمة ضد السود الأحرار، وخاصة في الولايات الحرة، إلى أربع فئات رئيسية:
1. الأمريكيون الأفارقة متهاونون أخلاقيًا. زُعم أنهم كانوا فاجرين وسيجرّون البيض إلى طرقهم الوحشية غير المقيدة. كانت مخاوف اندماج الأعراق قوية (بالنظر إلى إساءة البيض للنساء العبيد لعقود)، وتبطن الكثير من المناشدات من قبل البيض لنقل السود الأحرار.
2. لدى الأمريكيين الأفارقة ميل نحو الإجرام.[14]
3. اُعتقد أن الأمريكيين من أصل أفريقي ذوي قدرات عقلية أضعف من البيض، فزُعم بذلك أنهم غير مؤهلين لواجبات المواطنة وغير قادرين على التطوير الحقيقي.
4. تقدمت الحجج الاقتصادية أيضًا. قال بعض البيض إن وجود السود الأحرار يهدد وظائف الطبقة العاملة من البيض في الشمال ويخفض الأجور.

كان لدى الجنوبيين تحفظات خاصة حول السود الأحرار، خائفين من أن الأفراد الذين يعيشون في ولايات العبيد سيسببون عدم الراحة ويشجعون الفارّين وثورات العبيد. ولديهم أيضًا تحفظات عنصرية حول قدرة السود الأحرار على أن يصبحوا جزءًا من المجتمع الأمريكي. كان الحل المقترح هو ترحيل السود الأحرار من الولايات المتحدة وإعادتهم إلى أفريقيا.
كان بول كوفي (1817-1759) ذا عرق مختلط وصاحب سفينة تابعة لجمعية الأصدقاء الدينية، ناجحًا وناشطًا في بوسطن. كان ينحدر من آشانتي (غانا) ووالدين من أصل أمريكي من قبيلة وامبانواغ الهندية. وقد دعا إلى وضع العبيد الأمريكيين المحررين في أفريقيا وحصل على تأييد من الحكومة البريطانية، والزعماء السود الأحرار في الولايات المتحدة، وأعضاء مجلس الشيوخ لنقل المهاجرين إلى مستعمرة سيرا ليون البريطانية. في عام 1815 موّل رحلة بنفسه. في العام التالي، في 1816، أخذ كوفي 38 من السود الأمريكيين إلى العاصمة فريتاون، سيراليون. توفي في عام 1817 قبل القيام برحلات أخرى. وضع كوفي حجر الأساس لجمعية الاستعمار الأمريكية من خلال اكتساب جمهور كبير بحججه المناصرة للاستيطان كمثال عملي.